# Aldrem Corredor
Aldrem Steven Corredor Guedez (nacido en Miranda, Venezuela, el 27 de diciembre de 1995) es un beisbolista profesional venezolano que juega en las posiciones de Jardinero izquierdo Primera base, en la Liga Venezolana de Béisbol Profesional, juega con el equipo Leones del Caracas.